# Act of Defiance
Act of Defiance — американская супергруппа играющая экстремальный метал из города Лос-Анджелес, штат Калифорния, образованная в 2014 году гитаристом Крисом Бродериком и барабанщиком Шоном Дровером (экс-участники Megadeth), вокалистом Генри Дереком Боннером (бывший фронтмен Scar the Martyr) и басистом Мэттом Бачандом (гитарист Shadows Fall).

## История
Группа была сформирована в 2014 году после того, как гитарист Крис Бродерик и барабанщик Шон Дровер покинули Megadeth. Вскоре после этого состав был дополнен вокалистом Генри Дереком и басистом Мэттом Бачандом. Название группы было предложено Бродериком, но, по словам Дровера, оно не было заимствовано из песни Exodus - The Last Act of Defiance. Затем они придумали первые песни и записали демо. Вскоре после этого группа записала свой дебютный альбом в трех разных студиях. Бродерик записал гитару и вокал в своей собственной студии в Лос-Анджелесе, а также взял на себя продюсирование. Под руководством Zeuss ударные были записаны в Dexter's Lab в Милфорде, штат Коннектикут, бас записал Bachand в ManShark в Саутгемптон, Массачусетс.
После того, как в июне 2015 года был выпущен клип на песню Throwback, в августе на Metal Blade Records вышел дебютный альбом Birth and the Burial.

## Стиль
Согласно биографии группы на metalblade.com, альбом Birth and the Burial был построен из неиспользованных риффов времен Megadeth. По словам Патрика Шмидта из Rock Hard, на альбоме группа играет техничный, сложный, современный трэш-метал. В интервью Шмидту Дровер заявил, что все участники являются поклонниками King Diamond. Ронни Биттнер, рецензируя альбом в том же выпуске, обнаружил, что он понравился лишь нескольким поклонникам Megadeth.

## Дискография

### Студийные альбомы
- Birth And The Burial (2015)[5][6]
- Old Scars, New Wounds (2017)[7][8]

### Видеоклипы
- "Throwback" (2015)
- "Refrain and Re-Fracture" (2015)
- "Legion of Lies" (2015)
- "M.I.A" (2017)
- "Overexposure" (2017)
- "The Talisman" (2017)

## Участники группы
- Крис Бродерик — гитара, бэк-вокал (2014 — наши дни)
- Шон Дровер — ударные, перкуссия (2014 — наши дни)
- Генри Дерек Боннер — вокал (2014 — наши дни)
- Мэтт Бачанд — бас-гитара (2014 — наши дни)